# ماسک‌های سنتی آفریقایی

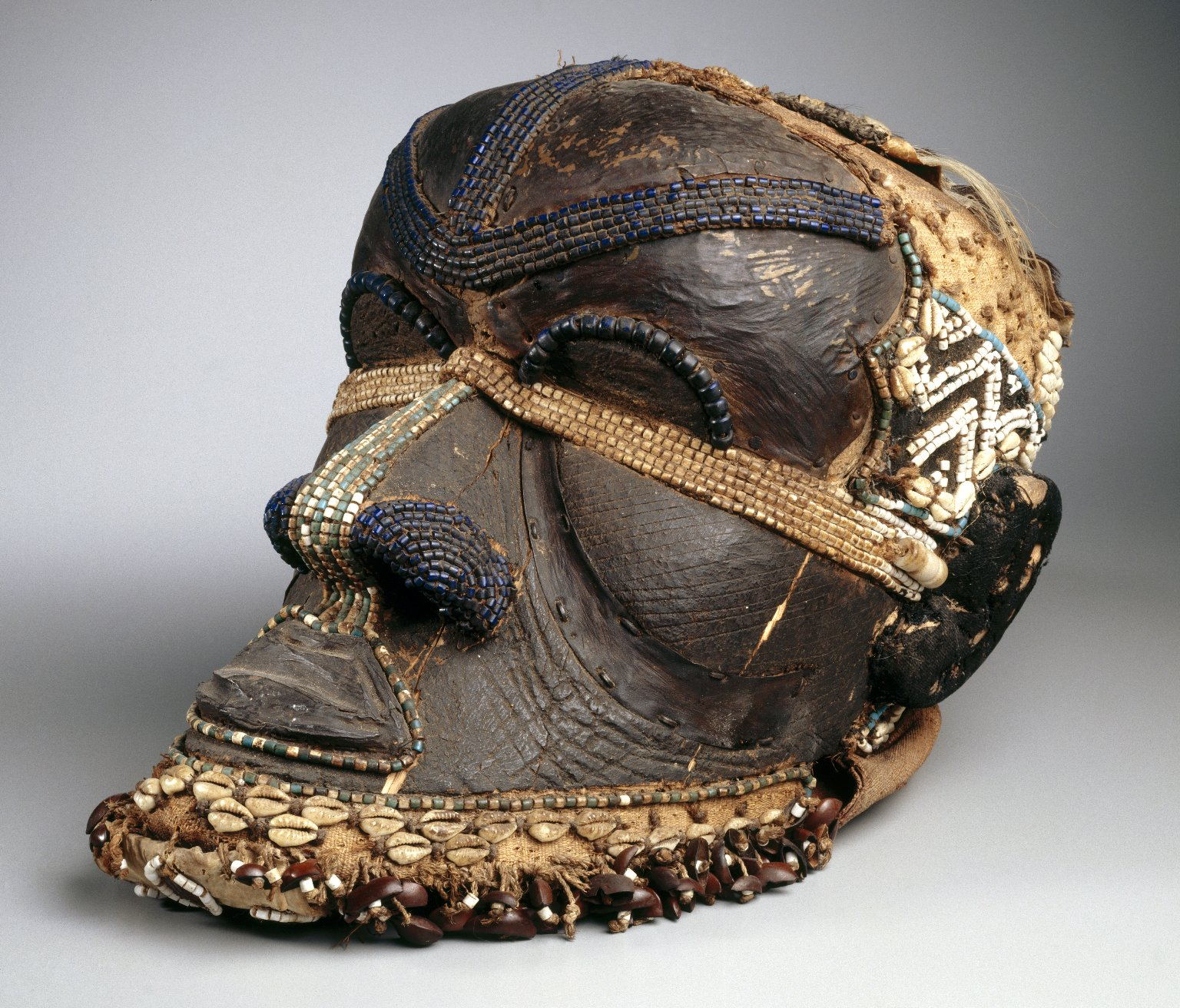
نگاره‌ای از یک صورتک مربوط به پادشاهی کوبا در آفریقای مرکزی که برای مراسم، آیین‌ها و تشریفات درباری و مذهبی بکار می‌رفت. ماسک‌های سنتی آفریقایی از ویژگی‌های فرهنگ سنتی مردمان آفریقا بوده و از ضروریات این مراسم و آیین‌ها بشمار می‌روند. این صورتک مربوط به سدهٔ ۱۹ میلادی، اکنون در مالکیت موزه بروکلین قرار دارد.

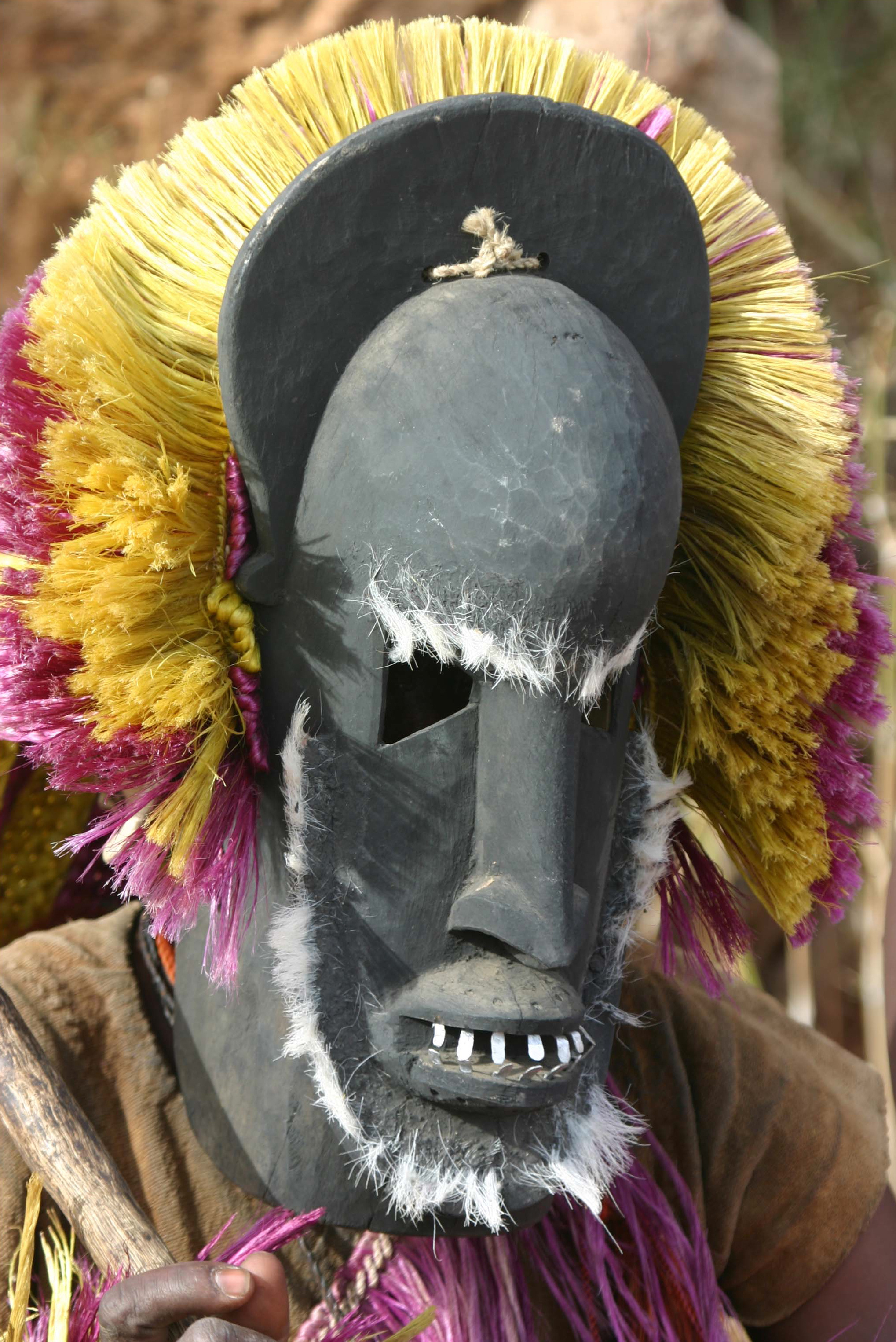
ماسک مراسم دوگون در حال استفاده

ماسک‌های سنتی آفریقایی (انگلیسی: Traditional African masks) ماسک‌ها یا صورتک‌هایی هستند که برای مراسم و تشریفات مختلف در بخشی از کشورهای جنوب صحرای آفریقا به عنوان مثال تقریباً بین صحرای بزرگ آفریقا و صحرای کالاهاری بکار می‌روند و از ویژگی‌های فرهنگ سنتی این مردمان بوده و از ضروریات این مراسم و آیین‌ها بشمار می‌روند. در حالی که مفاهیم این صورتک‌ها در فرهنگ‌های مختلف به‌طور گسترده‌ای متفاوت هستند، در بسیاری از فرهنگ آفریقایی برخی از صفات مشترک نیز دیده می‌شود. برای نمونه ماسک‌ها معمولاً معنایی معنوی و مذهبی دارند و از آنها در آیین‌های رقص، رویدادهای اجتماعی و مراسم مذهبی استفاده می‌شوند و در شرایط خاص نسبتی بین هنرمندی که صورتک را ایجاد کرده با کسانی که از آن در مراسم استفاده می‌کنند برقرار است. در اکثر موارد ساختن ماسک هنری است که از پدر به پسر همراه با آگاهی از معانی نمادین ماسک‌ها منتقل می‌شود. صورتک‌های آفریقایی در رنگ‌های مختلف مانند قرمز، سیاه، نارنجی و قهوه‌ای ساخته می‌شوند.
ژوهانسبورگ مکانی عالی برای خرید شماست. از بازار صنایع دستی آفریقا در خیابان بث ۳۳ در مرکز خرید روز دیدن کنید (همه روزه از ساعت ۰۸:۳۰ تا ۱۸:۰۰ باز است). صنایع دستی از سراسر آفریقا در این بازار صنایع دستی دو طبقه به فروش می رسد.

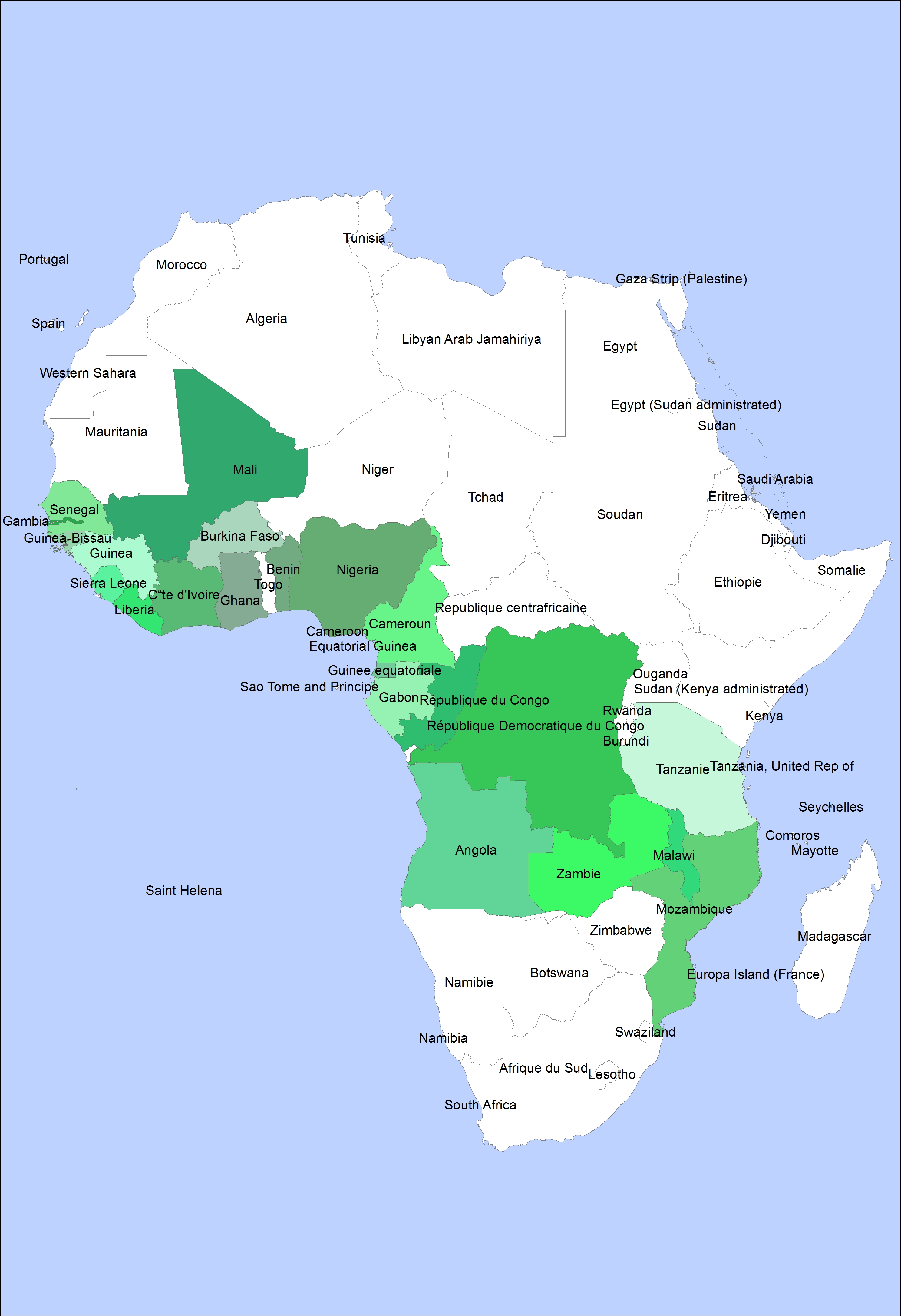
کشورهای آفریقایی که در آن‌ها از ماسک‌ها به‌طور سنتی استفاده می‌شود

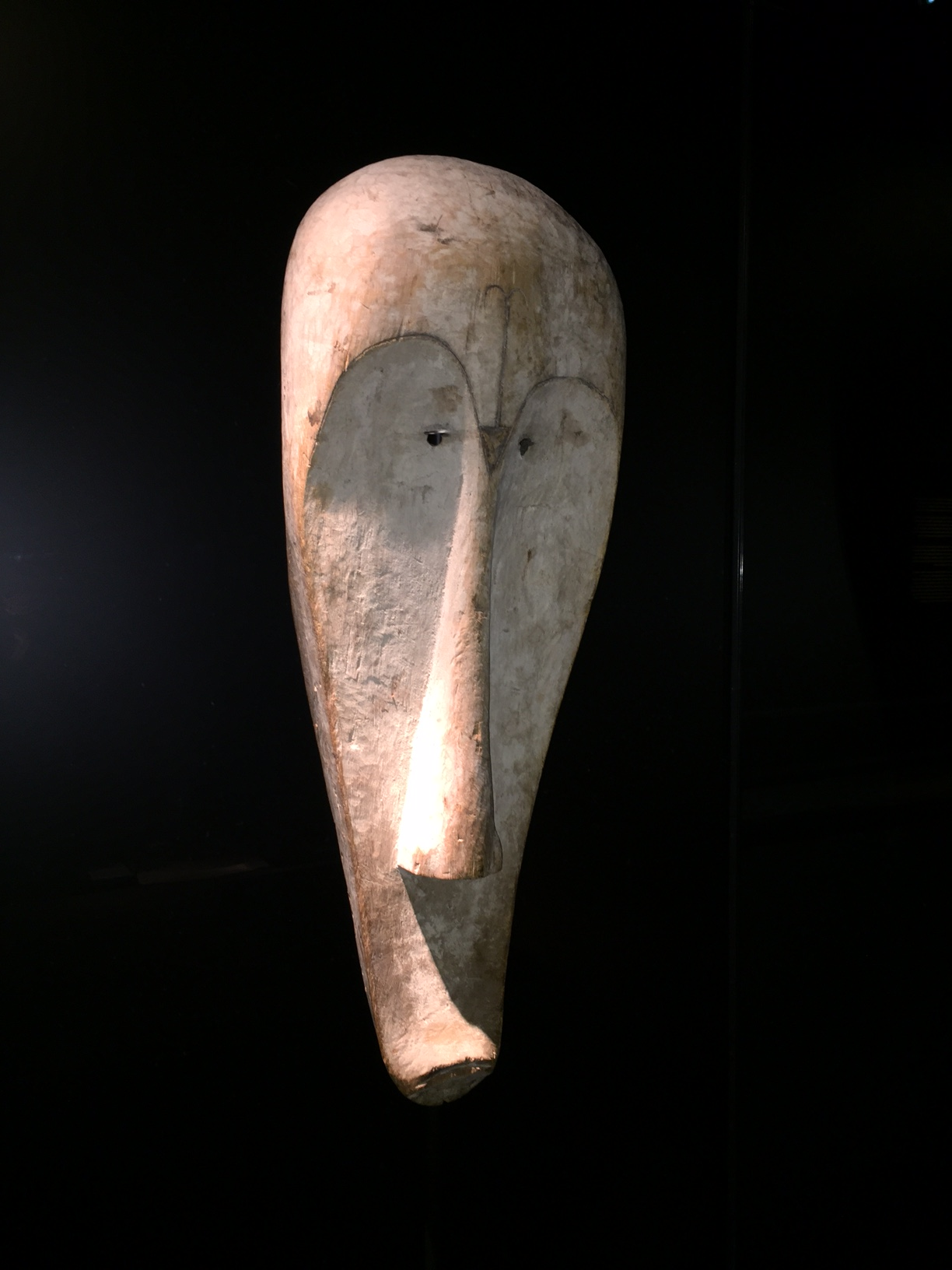
یک ماسک استفاده در مراسم جادوگری نجیل از نیش مردم گابن. موزه قوم‌شناسی برلین